# 愛和區
艾沃區是太平洋島國諾魯的一個行政區，位於該島的西部。平均海拔26公尺，最高海拔65米（司令嶺）；二次大戰日本軍占領此山嶺成立戰地司令部為名稱之由來）。艾沃區屬於艾沃選舉區。

## 建設
- 諾魯共和國磷酸鹽公司 - 磷酸鹽加工處理廠
- 磷酸鹽輸出專用港口
- OD-N-Aiwo旅館
- 電影和文娛中心
- 橢圓形體育場
- 電力供應站
- 台灣人聚集住區
- 艾沃大道（沿岸步道）
- 郵政局
- 加油站
- 學校

## 最早的村落
- Aiwo
- Aribweabwe
- Eaterienago
- Eatoborowada
- Gabab
- Orro
- Tebata
- Tsigamei

## 教育
艾沃小学曾在艾沃开办。截至2002年4月，它为来自瑙鲁各地的三年级和四年级学生提供服务。
南太平洋大学瑙鲁校区原位于艾沃区，2018年迁至亚伦区。

## 名人
勒内·哈里斯，瑙魯前总统、前议员。

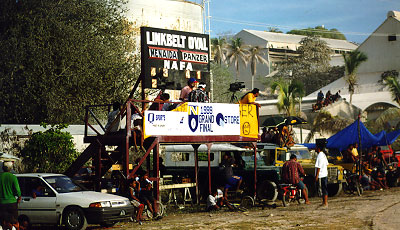
橢圓形體育場
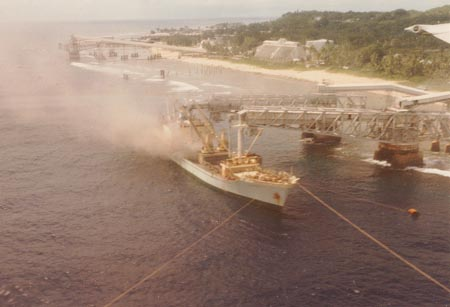
磷酸鹽輸出專用港口
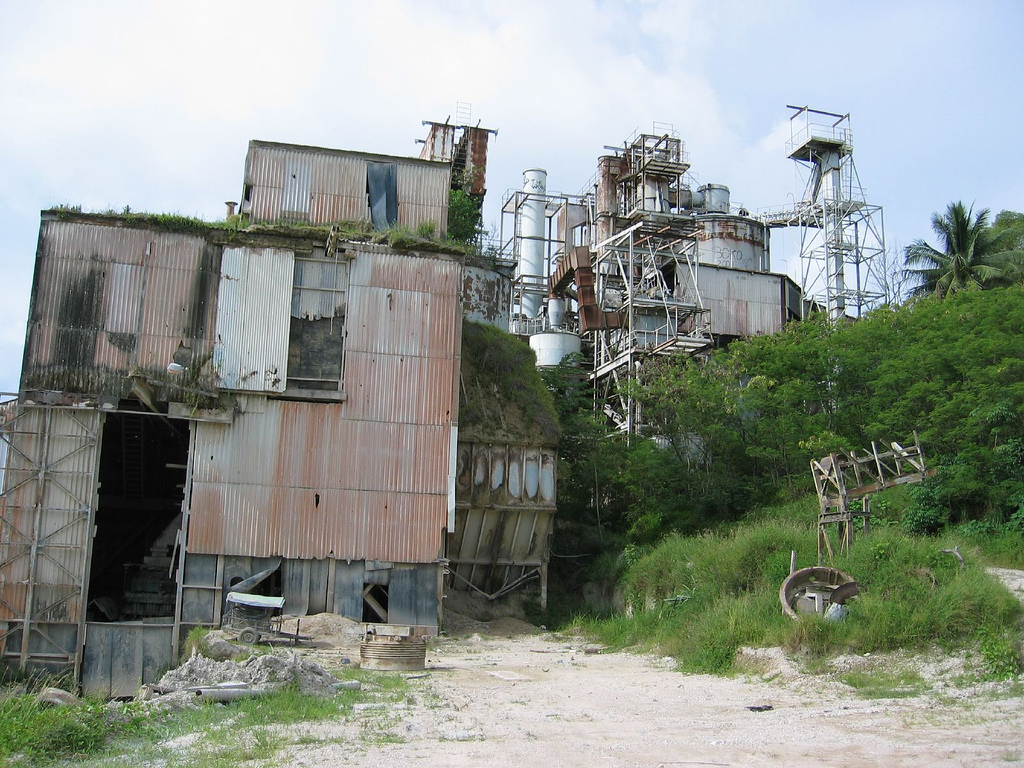
磷酸鹽加工處理廠
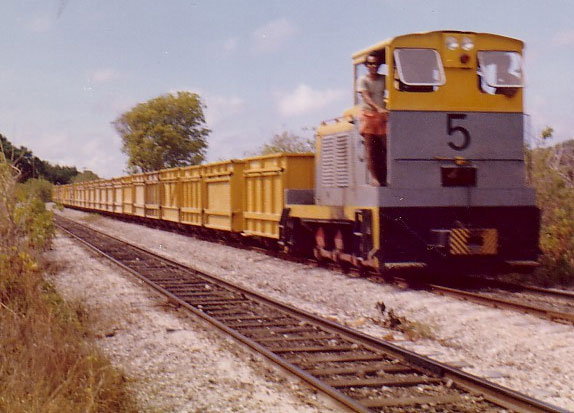
磷酸鹽公司所屬貨運線
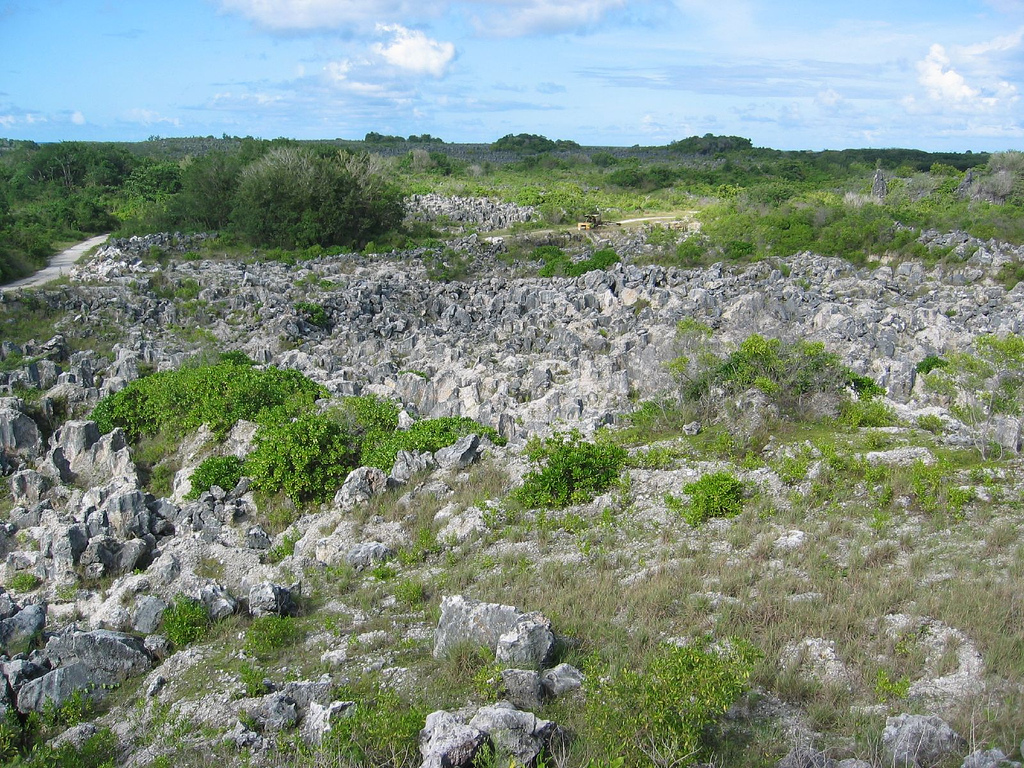
磷酸鹽礦開採遺跡